# Tang-ta

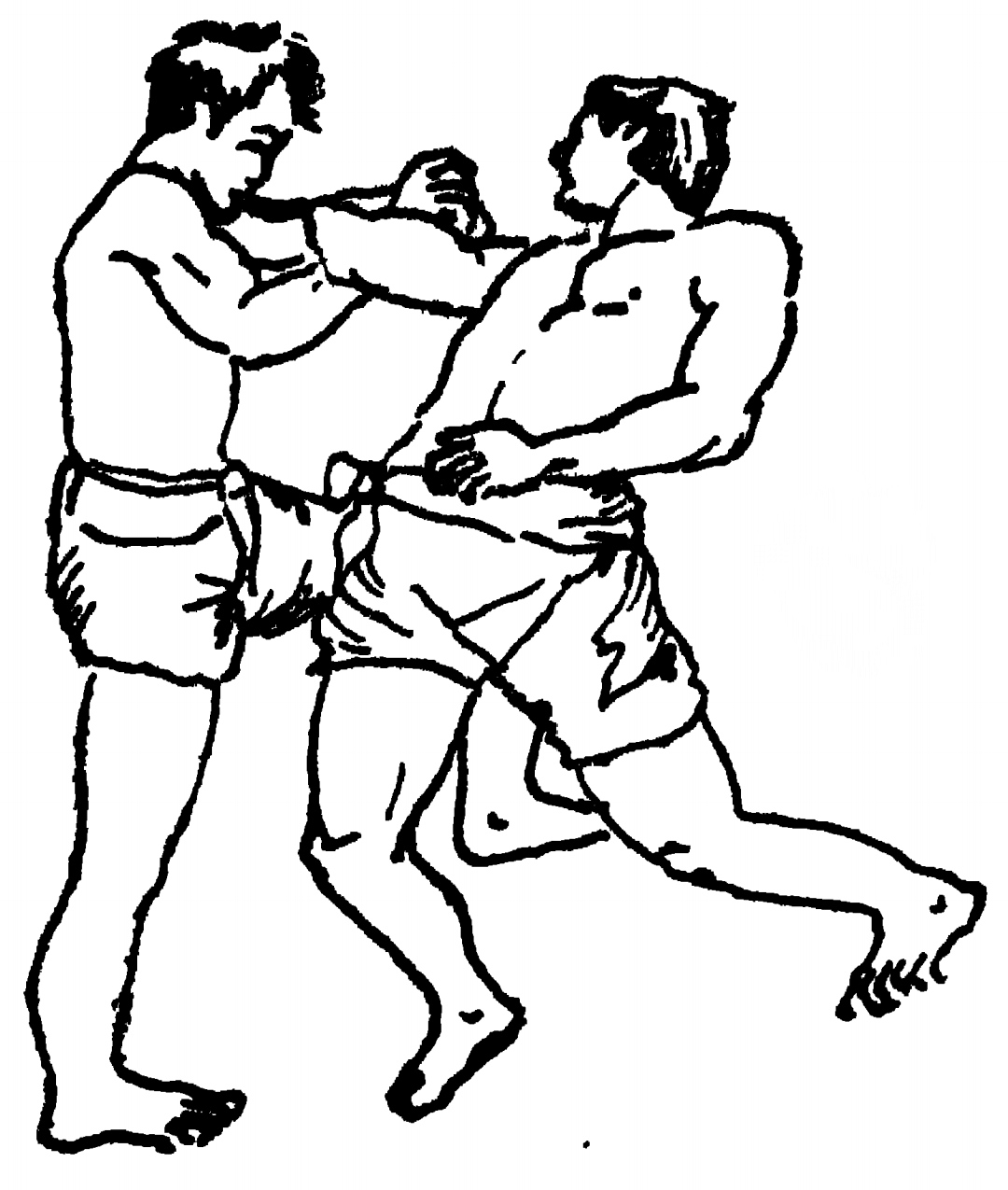
Tang-ta na obrázku z roku 1986

Tang-ta (manipursky „meč a kopí“) je indický styl boje se zbraněmi, který vznikl v 17. století v Manípuru. Během britské koloniální nadvlády bylo toto umění zakázáno a znovu povoleno bylo až v roce 1947 po vyhlášení nezávislosti Indie. K nedílné součásti studia patří taneční figury, kvůli kterým studenti instinktivně provádí různé techniky.